# Geografia della Sierra Leone

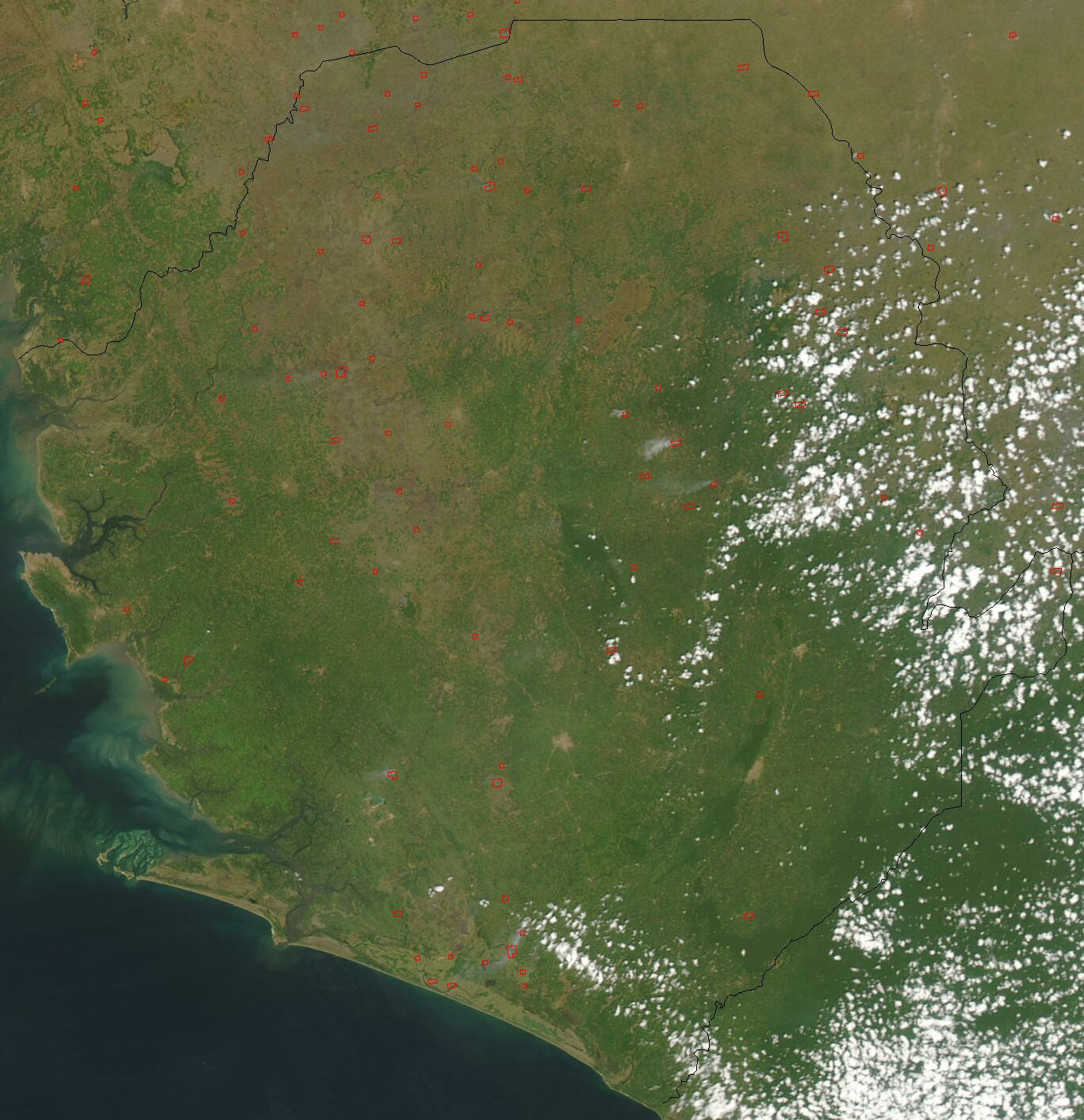
Immagine satellitare del paese

Posizione della Sierra Leone

Il nome di Sierra Leone, con il quale oggi si indica lo Stato africano sulla costa occidentale compreso tra le repubbliche di Liberia a sud-est e di Guinea a nord e a est, figura per la prima volta nel De Prima Inventione Guineæ, relazione dei numerosi viaggi compiuti nel 1459 o 1460 dal portoghese Diogo Gomez, lungo il litorale atlantico dell'Africa fino alla Guinea. Tale nome sarebbe secondo alcuni ispirato dalla forma di una delle montagne sovrastanti la grandiosa baia naturale di Freetown, somigliante ad una leonessa sdraiata, secondo altri dall'effettiva presenza di leoni nella zona o ancora dal ruggito delle onde sulla scogliera. Nella lingua locale viene invece dato alla penisola il nome di romanrong o rockham che significa semplicemente luogo della montagna.
La Sierra Leone ha un territorio quasi circolare, valutato con le isole che ne accompagnano la costa, tra le quali la più vasta è quella di Sherbro, in 72326 km². Il confine con la Guinea segue in gran parte la linea concordata tra Gran Bretagna e Francia con i negoziati del 1882, 1889 e 1895, per i quali il bacino del fiume Great Scarcies veniva assegnato all'Inghilterra, e quindi alla Sierra Leone, e quello del fiume Mellicourier alla Francia, mentre la frontiera con la Liberia, definita solo nel 1911, è segnata per buon tratto dal fiume Mano.

## Morfologia

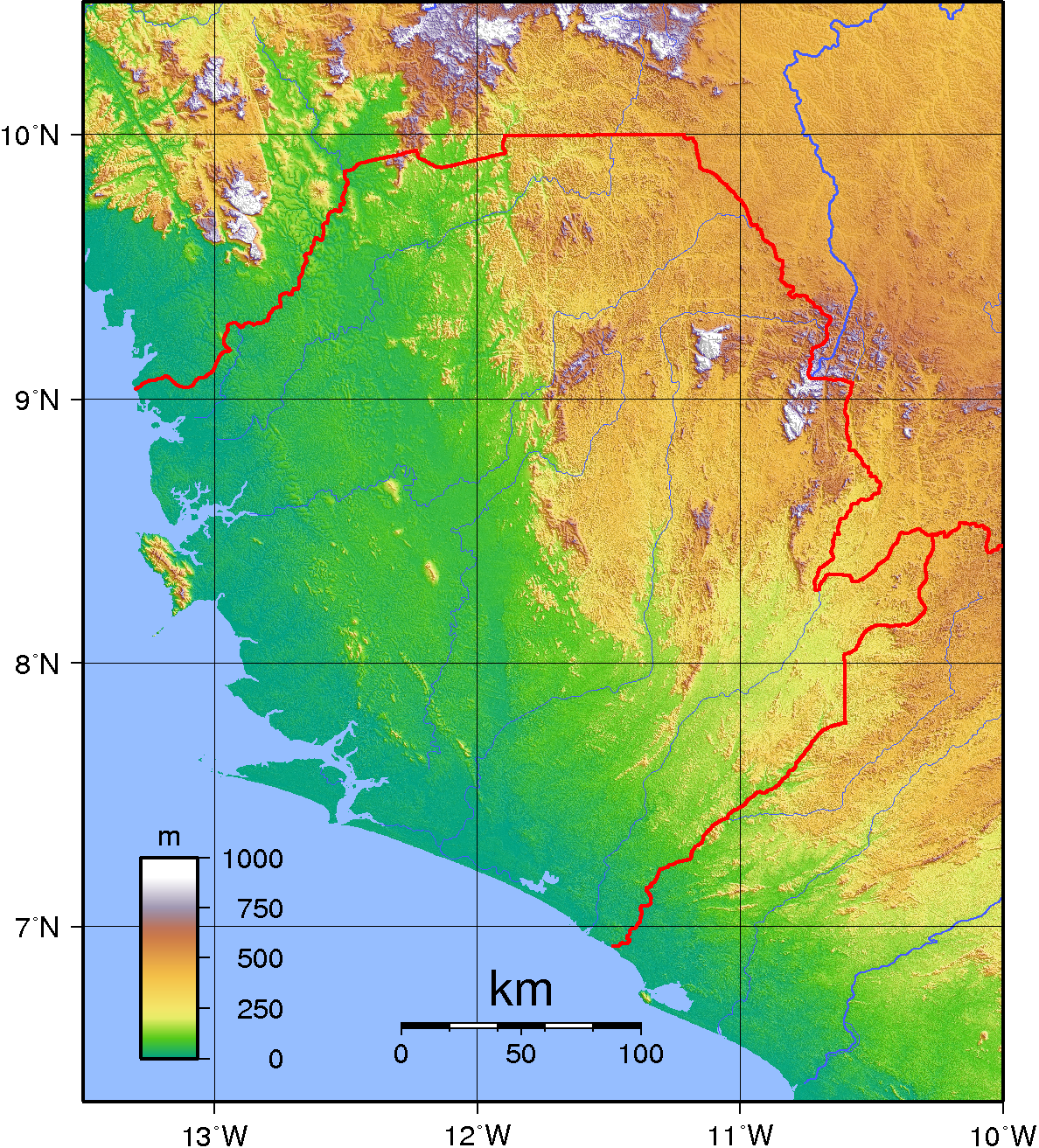
Topografia della Sierra Leone

Dai contrafforti del Fouta Djalon (Futa Gialon) a nord e dai monti Bintimani (che costituiscono lo spartiacque tra il Niger e i fiumi della Guinea) a nord-est la Sierra Leone digrada, attraverso un altopiano, su di un'ampia cimosa pianeggiante che si affaccia sull'Atlantico con coste (336 km) frastagliate da profonde insenature ed accompagnate da isole e penisole.
Tra queste la più ampia è la penisola di Sierra Leone che presenta alcuni particolari morfologici e geologici che la differenziano dal resto del Paese. Posta tra la baia di Sierra Leone e la Yawri Bay, misura circa 40 km da nord-ovest a sud-est e 16 km da sud-ovest a nord-est ed è occupata in quasi tutta la sua superficie da una serie di catene, fitte e brevi, che sono coperte da folta foresta. Le forti piogge vi hanno scavato profonde e strette valli che percorse da furiosi torrenti in agosto, quando si registra la massima piovosità, ritornano completamente asciutte in febbraio. Costituite da un vario complesso di rocce basiche intrusive (gabbri, moniti, ecc.), queste catene culminano in picchi conici la cui altezza si aggira sui 900 m (Pickett Hill, 873 m). Inoltre lungo il mare, alla base dei rilievi, una stretta fascia formata da terreni argillosi decomposti di colore rosso bruno (una specie di laterite) è coperta in gran parte da paludi.
Ampie zone paludose s'incontrano anche nel litorale a sud dell'isola di Sherbro dove le coste, che nel tratto settentrionale sono molto accidentate, diventano basse e lisce con formazioni lagunari che non permettono alcun approdo. Accompagna la costa nell'interno, come abbiamo già detto, una vasta regione pianeggiante larga da 50 a 70 km. Il suolo è costituito da terreni arcaici e paleozoici (graniti, scisti, arenarie) ad eccezione di una stretta striscia litoranea settentrionale, risalente al Pleistocene, che presenta depositi di lignite. Nell'area presso Port Loko frequente è il fenomeno della laterizzazione e presso Marampa e lungo il confine settentrionale s'incontrano a notevole profondità giacimenti di ematite. Il terreno è ovunque eccezionalmente umido e presso il mare è completamente sommerso dall'acqua marina per le alte maree primaverili, e dall'acqua dolce durante la stagione delle piogge. Nell'interno invece è inondato solo dalle acque portate dalle precipitazioni atmosferiche.
Alle spalle di questa fascia, che occupa tutta la sezione meridionale ed occidentale del Paese, si eleva gradatamente l'altopiano che ha un'altitudine media di 450 m. Su di esso s'innalzano all'estremità nord-orientale i monti più importanti di tutta la regione; se infatti i monti Sula ed i Kangara non toccano i 900 m, il picco Bintimani e le cime della catena Tingi hanno un'altezza di circa 2000 m e i monti Loma di 2100. La forte erosione ha intaccato profondamente i terreni granitici e la montagna si presenta nel complesso rotta da profonde gole e poco penetrabile. Migliori condizioni si hanno tuttavia nella regione centrale, specie attorno a Kenema, dove i fiumi hanno scavato bacini più ampi.

## Idrografia
La rete idrografica, che è notevolmente estesa, interessa quasi uniformemente l'intero territorio e presenta alcune caratteristiche comuni a tutti i fiumi. Non eccessivamente lunghi di corso, traendo origine dalla discontinua catena montuosa che chiude a nord e a nord-est la Sierra Leone o al più dalle propaggini del Fouta Djalon nella Guinea, scorrono verso sud-ovest, quasi paralleli gli uni agli altri. Rapide e cateratte nel corso medio, là dove l'altopiano scende sulla pianura con più ripidi scalini, impediscono la navigazione e le rive sono accompagnate da una notevole ricchezza di vegetazione, tra cui tipica è la foresta a galleria. Il più importante corso d'acqua è il Great Scarcies che nasce a nord di Kindia nella Guinea, a 100 km di distanza dal Little Scarcies al cui corso si avvicina a mano a mano che procede verso sud-ovest, tanto da sfociare nell'Atlantico con un estuario quasi contiguo. Entrambi i fiumi hanno un corso molto tortuoso ma gli estuari sono navigabili anche per piroscafi di grande pescaggio. Il Great Scarcies, chiamato anche Kolonté, segna per buon tratto il confine occidentale con la Guinea ed è lungo 256 km. Il Little Scarcies, che gli indigeni chiamano Kaba, ha un corso di 272 km.
Nella regione centrale troviamo il Rokel, che dal confine con la Guinea scorre verso sud-ovest per circa 400 km. Il suo estuario, comune a quello del Port Loko, altro breve fiume, è il più importante e vasto del Paese. Prende il nome di fiume Sierra Leone e costituisce un porto naturale perfettamente sicuro, accessibile ai più grandi bastimenti. Al suo ingresso è stata costruita Freetown, la capitale.
Non accessibili dal mare sono invece i fiumi della sezione sud-orientale del Paese, i cui corsi terminano tra ampie paludi. Il forte deposito di materiali alla loro foce finisce spesso col bloccarne l'uscita al mare per cui si hanno sovente cambiamenti di corso. Ricordiamo il Bum (240 km), formato dall'unione di vari rami sorgentiferi che nascono presso il confine orientale e che 48 km a sud-est di Bonthe si unisce al Waanje per formare il Kittam, il Moa (320 km), chiamato anche Gallina dall'omonima tribù che vive lungo il suo basso corso, e il Mano (320 km) che segna per lungo tratto la frontiera con la Liberia.

## Clima

Carta climatica della Sierra Leone

Il clima è tropicale con temperature uniformemente alte durante tutto l'anno; il termometro non scende mai al di sotto dei 25 °C e spesso raggiunge i 35 °C. La quantità delle piogge è elevata con una media annua che oscilla tra i 2500 e i 4000 mm e che varia notevolmente da una zona all'altra. Nel complesso le precipitazioni sono molto violente ma decrescono di quantità (a Freetown 3400 mm di cui meno di 75 mm nella stagione asciutta) e perdono di forza addentrandosi nel retroterra che registra anche temperature più miti. La stagione piovosa inizia in aprile o maggio, con venti provenienti dal mare (monsone) che soffiano da sud-ovest; raggiunge il massimo in luglio, agosto e settembre e termina in novembre. Da dicembre a marzo, durante la stagione asciutta, soffia l'harmattan, vento secco proveniente dal deserto che apporta molta polvere. Solo occasionalmente, alla fine dell'inverno, esso raggiunge il litorale che, anche per questo, risulta più umido.

## Flora e fauna

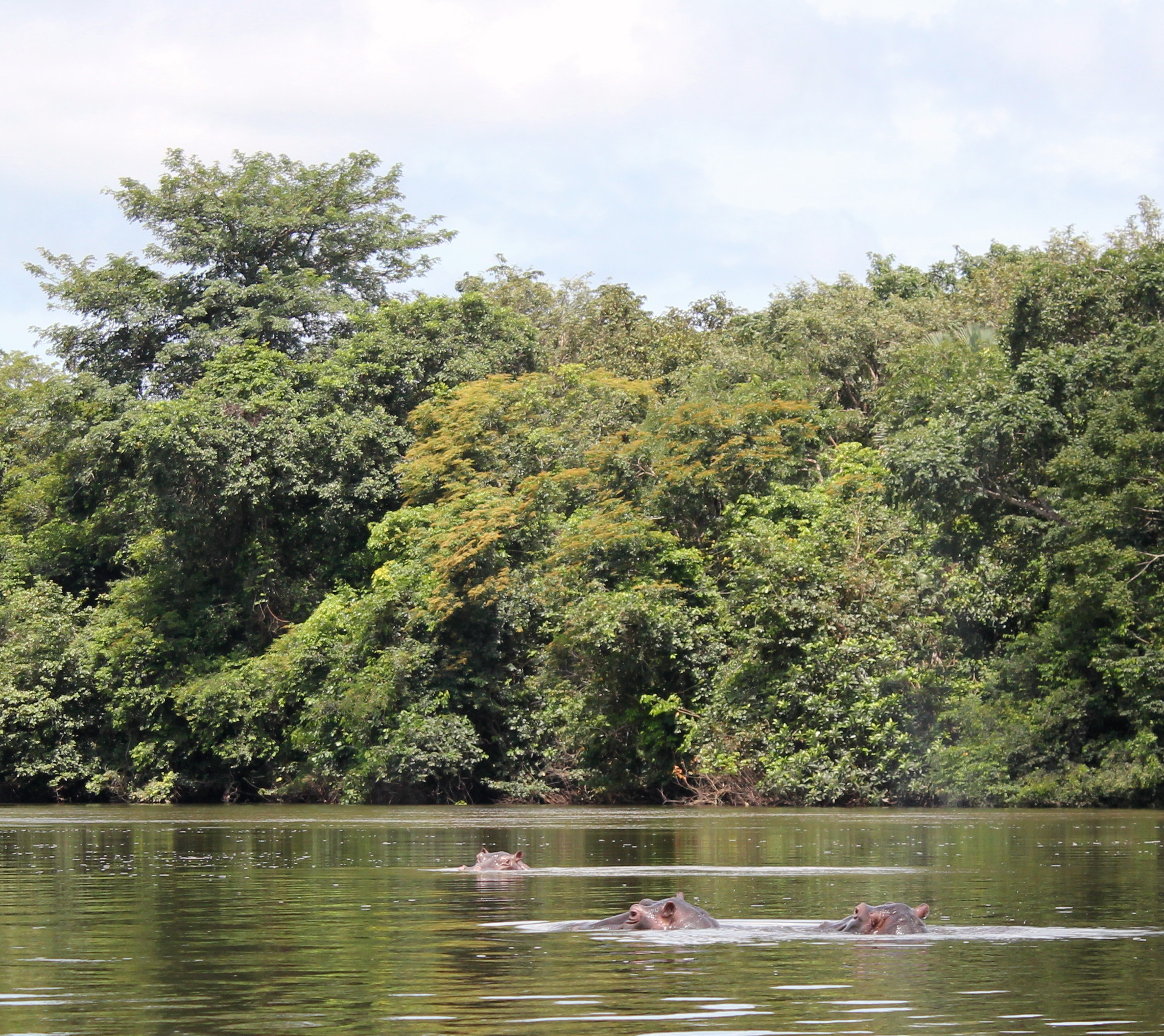
Ippopotami nel parco nazionale di Outamba-Kilimi, nel nord-ovest del Paese

La vegetazione della Sierra Leone, ricca di numerose essenze, ha molto sofferto per la distruzione sconsiderata dell'uomo. La fitta foresta equatoriale, estesa una volta in tutta l'ampia regione pianeggiante del Paese, caratterizzata da forte piovosità, si conserva attualmente solo in alcune zone sud-orientali, al confine con la Liberia, sulle catene della penisola di Sierra Leone, lungo la riva destra del Sewa (distretto di Koinadugu) e in altre piccole aree (in totale 301000 ha pari al 4,1% della superficie territoriale). Gli alberi d'alto fusto hanno ceduto il posto ad una vegetazione più arbustiva che alberata mentre sull'altopiano, dove il clima è più secco, domina la savana e nella zona di trapasso tra la pianura e l'altopiano una fascia di caducifoglie. Lungo i fiumi si ha inoltre la foresta a galleria e sul litorale si sviluppano in immense distese le mangrovie. Nel retroterra troviamo la palma da olio e parecchie altre varietà di palme. Caratteristici palle sono inoltre i baobab giganteschi, l'albero del pane, quello del burro e un albero simile alla quercia da sughero che fornisce agli indigeni il materiale per le loro imbarcazioni. Fra i legni pregiati predominano l'ebano e il teak, seguono numerose altre piante come il legno corallo (Baphia nitida), il tolmah o albero dello zolfo ed alcuni alberi produttori di gomma e poi caffè, cotone, miglio e zenzero. Fra le spezie comune è il pepe sia nero che bianco.
La caccia, che non ha avuto alcun tipo di limitazione durante il lungo periodo di guerra civile (1991-2002), ha danneggiato gravemente la fauna selvatica del Paese. Attualmente è raro vedere mammiferi di grosse dimensioni, come elefanti, leopardi, leoni, iene e bufali, fuori dai parchi nazionali e dalle riserve. Scimpanzé e varie specie di scimmie sono comuni nelle zone forestali, mentre altri animali, come antilopi e potamoceri, sono più ampiamente diffusi. È presente un'ampia varietà di insetti, tra cui la zanzara portatrice di malaria e la mosca tse-tse. Nei fiumi vivono ippopotami, coccodrilli e lamantini, rappresentati anche da specie molto rare come l'ippopotamo pigmeo e il coccodrillo nano. Le acque costiere, gli estuari e i fiumi, in particolare il fiume Sierra Leone e le acque intorno a Sherbro, ospitano una grande varietà di pesci e di crostacei, come tonni, barracuda, alose (bonga), lutiani, aringhe, sgombri e aragoste. La ricca avifauna della Sierra Leone, che è uscita relativamente indenne dagli anni del conflitto, comprende cuculi smeraldini, gufi, rondoni minori, avvoltoi e molte altre specie. Diversi parchi, santuari e riserve sono stati istituiti per proteggere la fauna selvatica della Sierra Leone; tra questi ricordiamo il santuario naturale dell'isola di Tiwai e il parco nazionale della foresta pluviale di Gola nel sud e il parco nazionale di Outamba-Kilimi nel nord. Il Santuario degli scimpanzé di Tacugama, situato vicino a Freetown, è stato istituito per salvare e riabilitare gli scimpanzé abbandonati o orfani.